# Maréchal de la fédération de Russie
Le grade de maréchal de la fédération de Russie (russe : Маршал Российской Федерации, Marchal Rossiïskoï Federatsii) est le plus haut grade militaire des Forces armées de la fédération de Russie, bien qu'il soit surtout un titre honorifique. Il succède au grade de maréchal de l'Union soviétique, disparu au moment de la dislocation du pays.

## Historique

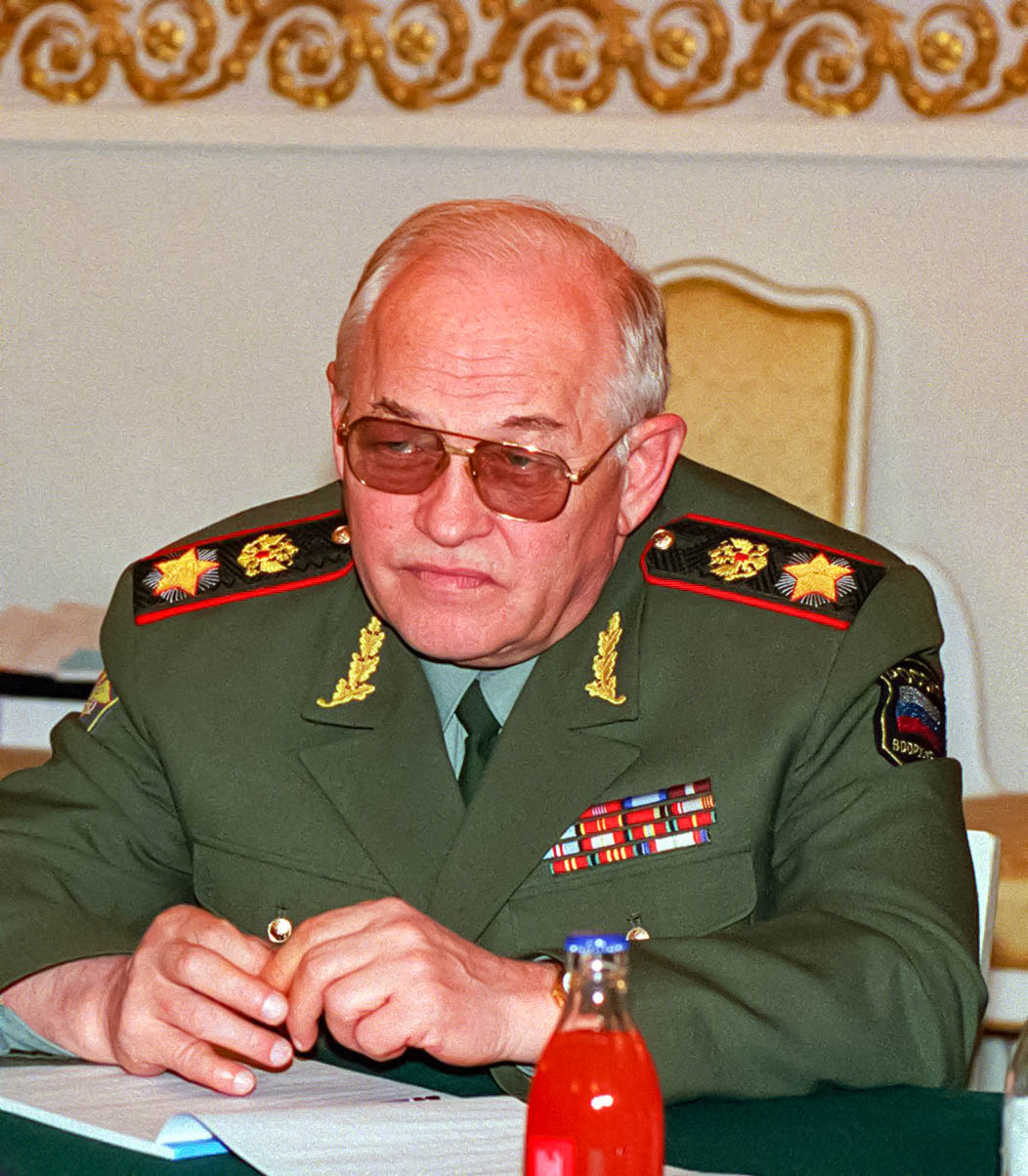
Igor Sergueïev, premier et unique maréchal de la fédération de Russie à ce jour.

Le grade de maréchal, tout comme le reste des grades de l'armée russe, a été adopté par décret présidentiel en 1993. Son seul et unique porteur à ce jour était Igor Sergueïev, chef des Forces des missiles stratégiques puis ministre de la Défense, qui fut promu à ce grade le 21 novembre 1997. Depuis sa mort en 2006, aucun autre officier n'a été promu maréchal de la fédération de Russie.

## Insignes

Insignes du grade de Maréchal de la Fédération de Russie
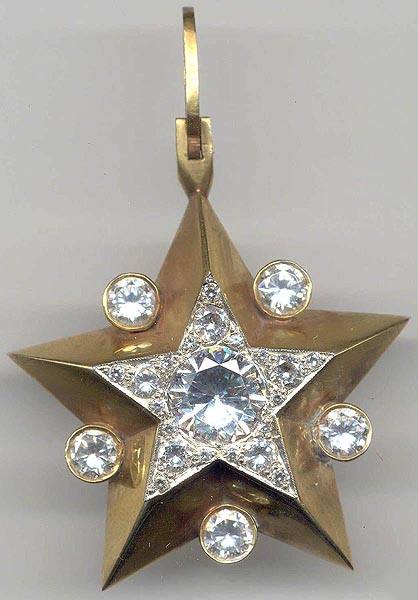
Étoile de maréchal (en)
Uniforme d’apparat de l'Armée de terre avant 2010
Uniforme de service de l'Armée de terre avant 2010
Uniforme de terrain de l'Armée de terre avant 2010
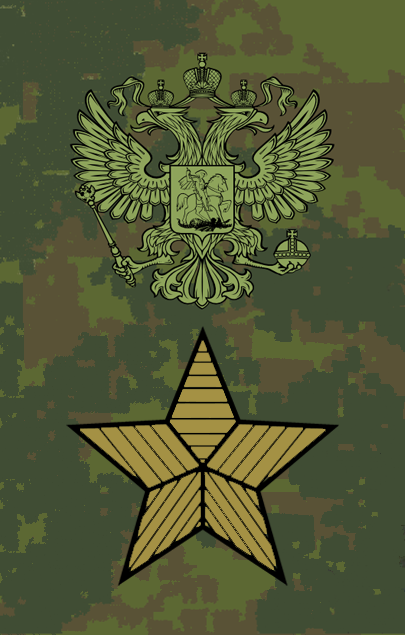
Uniforme de terrain de l'Armée de terre depuis 2010